# 海屯一世
海屯一世是一位小亚美尼亚的国王，在位1226年至1270年。海屯是小亚美尼亚公爵孔斯坦丁·儒湓（Konstantin Rupen）之子。1226年成为小亚美尼亚女王伊莎贝拉的第二任丈夫，同时成为小亚美尼亚国王，与伊莎贝拉一同治国。
1254年至1255年海屯一世经过中亚到蒙古旅行，旅行经过，由旅行团成员乞剌可斯（Kirakos）执笔为《海屯王中亚记行》，收入《亚美尼亚历史》一书中。1270年海屯一世禅位于子萊翁三世（Leon III）。